# فرودگاه اونچون
فرودگاه اونچون (به انگلیسی: Onchon Airport) یک فرودگاه نظامی است . این فرودگاه در کشور کره شمالی قرار دارد و در ارتفاع ۷ متری از سطح دریا واقع شده است.